# Marista (Goiânia)
Marista é um bairro, pertencente ao município de Goiânia, capital de Goiás. O local onde se compreende o Marista era parte do bairro Pedro Ludovico, sendo desmembrado após a instalação de um Colégio Marista na região, em 1962. A partir daí a área em torno da instituição de ensino começou a ser conhecida pelo nome desta. Foi a partir da construção da escola que pessoas de maior poder aquisitivo se mudaram para o local.
Segundo dados do Instituto Brasileiro de Geografia e Estatística (IBGE), divulgados pela prefeitura, no Censo 2010 a população do Marista era de 6 801 pessoas.